# Kirkland Lake
Kirkland Lake – miasto w Kanadzie, w prowincji Ontario, w dystrykcie Timiskaming. Nazwa miasta pochodzi o nieistniejącego dziś jeziora Kirkland, które zniknęło w wyniku rozwoju przemysłu górniczego. Kirkland Lake należy do AFMO, związku gmin ontaryjskich ze znaczącym odsetkiem mieszkańców francuskojęzycznych.
Liczba mieszkańców Kirkland Lake wynosi 8 248. Język angielski jest językiem ojczystym dla 77,4%, francuski dla 14,9% mieszkańców (2006).

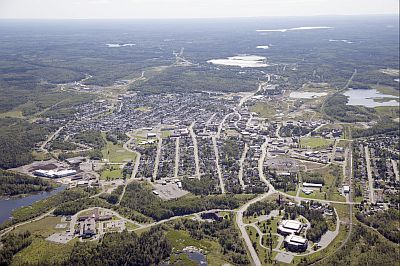
Panorama miasta z lotu ptaka